# John Reynolds (1625-1657)
John Reynolds (?, 1625 – Canal de la Mancha, 5 de diciembre de 1657) fue un militar inglés, destacado participante en las guerras civiles inglesas.
Capitán en 1644 del ejército parlamentarista en los inicios de la guerra civil inglesa, con la formación del Nuevo Ejército Modelo obtuvo el mando de un regimiento de caballería, a las órdenes de Cornelius Vermuyden y de Oliver Cromwell.  En 1648 fue uno de los custodios del rey Carlos I, procesado por el parlamento y posteriormente ejecutado.  Al año siguiente tomó parte activa en sofocar la sublevación de los levellers y en la invasión militar de Irlanda, donde alcanzó el grado de general de la caballería en 1651.
Ferviente seguidor de Cromwell, de cuyo hermano Henry era cuñado por su matrimonio con Sarah Russell, fue nombrado sir por aquel en 1655. Miembro del Parlamento de Inglaterra por los condados de Galway y Mayo en 1654 y por los de Waterford y Tipperary en 1656.
En virtud del tratado de París de 1657 se formó una alianza militar anglo-francesa para enfrentar a los tercios españoles en Flandes; Reynolds fue designado comandante en jefe del ejército inglés, que colaboró con las tropas francesas de Turenne contra las fuerzas de Juan José de Austria y Luis II de Borbón-Condé. Tras la toma de Mardyck por la coalición, Reynolds quedó como gobernador de la ciudad, donde en los meses siguientes las enfermedades y los ataques españoles hicieron la situación difícil de sostener.  Tras ceder el gobierno a Thomas Morgan, Reynolds embarcó rumbo a las islas británicas con el fin de obtener refuerzos, pero murió cuando el barco en el que viajaba naufragó en Goodwin Sands, frente a las costas de Kent.